# Abertura dos quatro cavalos

Abertura dos Quatro Cavalos tradicional no xadrez.

A Abertura dos Quatro Cavalos (ECO C47-C49) é uma abertura de xadrez caracterizada pelos lances (em notação algébrica):
1.e4 e5
2.Cf3 Cc6
3.Cc3 Cf6
Estes são os lances mais comuns, entretanto, os cavalos podem se desenvolver em qualquer ordem.
É uma das variantes da Abertura dos três cavalos.
Na Enciclopédia de Aberturas do Xadrez, recebe os códigos C47-C49:
- C49: 4.Bb5 Bb4 (Variante Simétrica)
- C48: 4.Bb5 sem 4...Bb4
- C47: 4.d4 e outras, incluindo 4. a3 ou 4. Cxe5